# Miguel Porteous
Miguel Porteous (Hamilton, 1999. május 14. –) új-zélandi síakrobata, olimpikon.

## Pályafutása
Első nemzetközi megmérettetése 2014 márciusában volt, az olaszországi Chiesa in Valmalencóban megrendezett FIS junior freestyle sí-világbajnokságon, ahol 7. lett a fiúk félcső versenyében, míg a slopestyle-osok mezőnyében csak 44. lett. A 2017-es aspeni Winter X Games mezőnyének legfiatalabb indulója volt a maga 17 évével, s az óriásfélcső versenyében így is a második helyet érte el.
18 évesen – öccsével, Nicóval együtt – bekerült a 2018-as phjongcshangi téli olimpiára kiutazó új-zélandi olimpiai keretbe, ahol a férfi síakrobaták félcsőversenyében a 17. helyen végzett. Négy évvel később, a pekingi téli olimpián, a férfi síakrobaták félcső küzdelmében 11. lett, míg öccse ugyanitt aranyérmesként állhatott fel a dobogóra.